# 440-talet f.Kr.

## Händelser
- År 449 f.Kr. tar det grekisk-persiska kriget, som har varat i ett halvt århundrade, äntligen slut, då de inblandade parterna sluter Kalliasfreden. I denna lovar grekerna att inte längre stödja det egyptiska upproret mot Persiska riket, medan perserna inte skall blanda sig politiken i Egeiska havet. Aten kontrollerar därmed alla städer i Jonien.
- När väl kriget är över utbryter konflikter mellan de grekiska stadsstaterna. Atens härskare Perikles vill ta en stor summa pengar för att bygga upp och försköna Aten, men övriga stadsstater, särskilt Sparta, går inte med på detta. Krig utbryter mellan Aten och Sparta, där den tändande ginstan är att Sparta gör Delfi helt självständigt, vilket atenarna inte går med på. Dels försöker man återinlemma Delfi i det attiska sjöförbundet, dels tar man kriget som en förevändning för att två år senare erövra den thrakiska halvön Gallipoli, som man sedan börjar kolonisera med fattiga och arbetslösa människor. Samma år försöker Aten nedslå ett uppror i Boeotien, vilket inledningsvis dock misslyckas. Året därpå sprider sig upproret, då Euboea och Megara går med i det. Sparta ställer sig också snart på upprorsmakarnas sida. Läget börjar för Aten bli svårt, men man bestämmer sig dels för att koncentrera sig på försvar av sitt sjöimperium, dels på att återta Euboea, som är livsviktigt både för Atens mattillgång och kontroll över haven. Efter 50 års krig med Persien är Aten dock krigstrött och 445 f.Kr. söker man fred och kan snart sluta vapenvila med Sparta. När två städer inom det attiska sjöförbundet år 440 f.Kr. hamnar i konflikt och den ena (Samos) gör uppror mot Aten, eftersom atenarna stöder den andra (Miletos), riskerar Aten och Sparta att återigen hamna i krig, vilket dock kan avstyras genom en omröstning inom dess förbund.
- Även i Rom utbryter konflikter, då de tolv tavlornas lag visserligen antas formellt, men det sittande decemviratet vägrar avgå, när dess mandatperiod tar slut. De får dock ett uppror, som avsätter dem, på halsen, varvid ordningen återställs.
- År 444 f.Kr. kommer man till en uppgörelse i Aten. Politikern Thukydides försöker avlägsna Perikles genom att anklaga honom för slöseri, när han lägger en massa pengar på att försköna staden. När Perikles dock erbjuder sig att betala det hela själv går försöket om intet. Två år senare blir han, med anledning av detta, istället själv förvisad från staden.
- År 443 f.Kr. sker en omändring inom Roms politik, då man detta år inte väljer några konsuler. Istället väljer man tribuner med konsulsbefogenheter. Konsulerna har hand om folkräkningen i staden, vilken är mycket viktig för ekonomin. För att plebejerna, som inte får vara konsuler, men får vara tribuner, inte skall få makten över folkräkningen tillsätts istället det nya ämbetet censor, som endast får innehas av patricier, för folkräkningen.
- År 440 f.Kr. framlägger Demokritos teorin att allting består av små, odelbara delar, så kallade atomer.

## Födda
- 445 f.Kr. – Aristofanes, grekisk komediförfattare.

## Avlidna
- 449 f.Kr. – Appius Claudius Crassus, romersk statsman och decemvir.